# Tewkesbury (borough)
Tewkesbury – dystrykt w hrabstwie Gloucestershire w Anglii. W 2011 roku dystrykt liczył 81 943  mieszkańców.

## Miasta
- Tewkesbury
- Winchcombe

## Inne miejscowości
Alderton, Alstone, Apperley, Ashchurch, Ashleworth, Badgeworth, Bengrove, Bishop’s Cleeve, Boddington, Brockhampton, Buckland, Chaceley, Churchdown, Deerhurst, Down Hatherley, Dumbleton, Great Washbourne, Great Witcombe, Gretton, Hardwicke, Hasfield, Highnam, Hucclecote, Innsworth, Leigh, Little Washbourne, Longford, Maisemore, Minsterworth, Northway, Norton, Over, Oxenton, Prescott, Sandhurst, Shurdington, Snowshill, Southam, Stanton, Stanway, Staverton, Stoke Orchard, Teddington, Tirley, Toddington, Tredington, Twyning, Uckington, Walton Cardiff, Woodmancote i Wormington.